# Palacio Ghisilardi-Fava
El palazzo Ghisilardi o palazzo Ghisilardi-Fava es uno de los mejores ejemplos del renacimiento boloñés. Situado en la via Manzoni 4, alberga en la actualidad el Museo Cívico Medieval de Bolonia.
Construido entre 1484 y 1491, representa el modelo arquitectónico del periodo Bentivolesco. Fue encargado por Bartolomeo Ghisilardi y construido por Zilio Montanari. En ese momento la familia Fava era propietaria, además de una parte del palacio, de la iglesia chiesa de la Madonna di Galliera, atribuida a Antonio Morandi. 
En el patio del palacio se alza la Torre dei Conoscenti, de época muy anterior, con las características propias de una casa-torre fortaleza. 